# سن فلیچه دل بناکو
سن فلیچه دل بناکو (به ایتالیایی: San Felice del Benaco) یک کومونه در ایتالیا است که در استان برشا واقع شده‌است. سن فلیچه دل بناکو ۲۶ کیلومتر مربع مساحت و ۳٬۴۱۴ نفر جمعیت دارد و ۱۰۹ متر بالاتر از سطح دریا واقع شده‌است.